# Slušaj mater
Slušaj mater je prvi album hrvatsko-bosanskohercegovačkog repera Ede Maajke.
Tonski snimatelj i gost na vok."Prikaze": Mladen Malek, Zagreb

## Popis pjesama
1. Intro
2. Slušaj mater
3. Minimalni rizik
4. Rado viđen
5. Jesmo'l sami
6. Saletova osveta
7. Prikaze
8. Recitacija
9. Mahir i Alma
10. Faca intro
11. Faca
12. Znaš me (intro)
13. Znaš me
14. Šverc komerc
15. De-ža-vu
16. Šank
17. Pare, pare
18. Molitva
19. Za i protiv
20. Nemoj se bojat
21. Outro